# Imagine (film)
Imagine è un film del 1972 diretto da John Lennon & Yōko Ono con la collaborazione di Steve Gebhardt, girato principalmente durante il 1971 nella loro residenza britannica dell'epoca, la magione in stile Tudor Tittenhurst Park ad Ascot, ed inteso per la televisione. Tutti i brani dell'album Imagine sono inclusi nella colonna sonora del film, come anche le canzoni Mrs. Lennon e Don't Count the Waves, presenti nell'album della Ono Fly.

## Trama
Il film è costituito principalmente da una serie di video musicali (in inglese britannico chiamati "promo") delle canzoni presenti sull'omonimo album di Lennon del 1971. Tra un video e l'altro sono inframezzati degli spezzoni surreali sulla vita di Lennon e Yoko Ono insieme, e varie "gag" di fantasia. In una di queste, una successione di uomini (che vanno dagli assistenti di Lennon e Ono, a celebrità come Fred Astaire, Jack Palance, Dick Cavett, e anche George Harrison) scortano Yoko Ono attraverso una porta più e più volte; in un'altra scena, John & Yoko si perdono nel giardino della villa di Tittenhurst, e si cercano nella nebbia.

## Produzione
L'idea di produrre il film venne a John Lennon e Yoko Ono quando la musica dei loro rispettivi album Imagine e Fly era stata quasi tutta registrata. Avendo girato dei filmati per le canzoni che avrebbero costituito l'album omonimo di Lennon, decisero di interporre a questi brevi scene di vita quotidiana, principalmente girate nella loro residenza di Tittenhurst Park. Yoko era molto influenzata dai film underground d'avanguardia e decise di dare all'opera un'impronta vagamente godardiana.
Il direttore della fotografia fu Daniel Richter, fotografo personale di Lennon e Ono all'inizio degli anni settanta. Richter aveva interpretato in precedenza una delle scimmie nella scena iniziale del film 2001: Odissea nello spazio.
Il video iniziale della canzone Imagine, che vede Lennon seduto al pianoforte mentre esegue il brano in una stanza totalmente bianca, è rimasto celebre negli anni. È stato utilizzato in molteplici occasioni in tutto il mondo, in occasione di programmi TV, documentari, e trasmesso in simultanea in diverse parti del mondo per commemorare la figura di John Lennon nella data che sarebbe stata quella del suo cinquantesimo compleanno (9 ottobre 1990) se non fosse stato assassinato.
La durata originaria del film è di circa 70 minuti. La versione distribuita in VHS, pubblicata nel 1985 in Gran Bretagna e nel 1986 negli Stati Uniti era invece accorciata ad una durata totale di 55 minuti. Mind Train venne completamente tagliata, come anche metà di I Don't Wanna Be a Soldier, e il brano dei sussurri di Yoko, che originariamente era posizionato dopo Mind Train, insieme a Midsummer New York, sempre di Yoko.

## Riprese
Le riprese del film si svolsero dal luglio al settembre 1971, tra Tittenhurst Park (Ascot), Londra e New York.

## Accoglienza
Nonostante il film fu deriso dai critici come il "più costoso filmino amatoriale di sempre", alcune scene dello stesso sono comunque rimaste celebri nel tempo e, nello specifico, il filmato promozionale dell'esecuzione del brano Imagine possiede una certa bellezza formale e pregnanza emotiva.